# Mbañe
Mbañe (avui Mbagne) és una illa del golf de Guinea, al sud de Corisco. Hom la considerava agregada a l'illa de Corisco com dos illots al seu costat, Cocoteros (la més propera a terra) i Conga (la més llunyana, Mbañe és entre les dues).
La possibilitat que a la zona hi hagi petroli va provocar la disputa que va començar quan el Gabon va ocupar l'illa Mbañe (on ha aixecat uns magatzems o habitacles) al febrer del 2003. Guinea Equatorial va protestar i va cercar el suport de França (tal com Gabon, on la majoria dels explotadors de petroli són companyies franceses). Espanya va confirmar els drets de Guinea Equatorial a les illes.